# Qian Xuesen

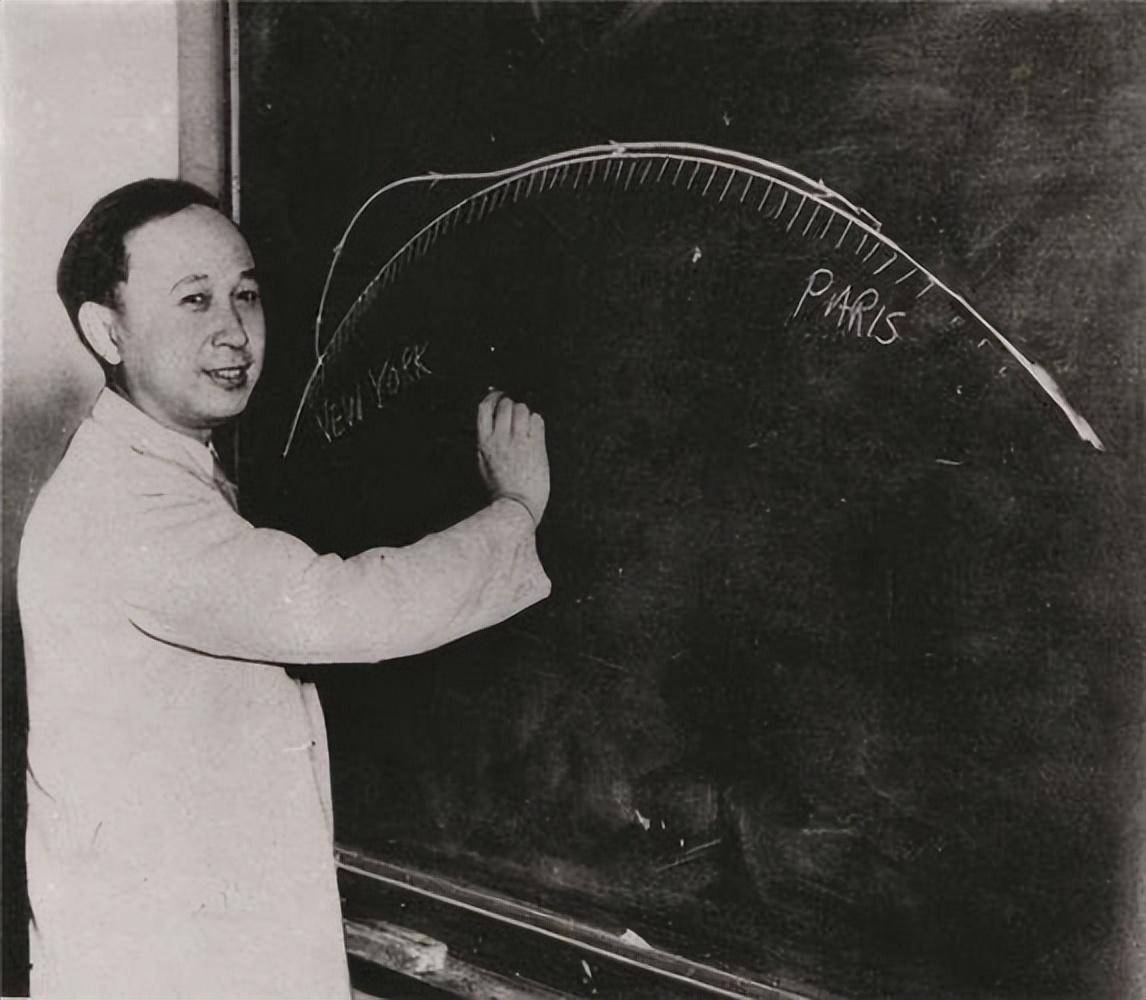
Qian Xuesen

Qian Xuesen of Tsien Hsue-shen (vereenvoudigd Chinees: 钱学森; traditioneel Chinees: 錢學森; pinyin: Qián Xuésēn) (Hangzhou, 11 december 1911 - 31 oktober 2009) was een Chinees ingenieur. Hij was een leider van het ruimtevaartprogramma's van de Verenigde Staten en China. In documenten van de Amerikaanse NASA wordt hij doorgaans aangeduid als H.S. Tsien (Tsien of anders gespeld Qian is de achternaam). Ook was hij van belang voor de ontwikkeling van de Chinese atoombom.

## Leven

### Van China naar de VS
Qian verhuisde op 3-jarige leeftijd naar Peking waar zijn vader aan het ministerie voor onderwijs was benoemd. Hij studeerde in 1934 als werktuigbouwkundige af aan de Jiaotong Universiteit in Shanghai en vertrok in 1935 met een studiebeurs in het kader van het Boxer Rebellion Indemnity Scholarship Program naar de Verenigde Staten waar hij verder studeerde aan het Massachusetts Institute of Technology. In 1936 begon hij op advies van Theodore von Kármán aan zijn doctoraalstudie aan het California Institute of Technology (Caltech).

### Raketontwikkeling
Hij promoveerde in 1939. Tot 1955 maakte hij deel uit van de staf op CalTech en ontwikkelde de eerste Amerikaanse raket op vaste brandstof. In 1944 was hij de medeoprichter van het Jet Propulsion Laboratory van Caltech. Aan het einde van de Tweede Wereldoorlog werd hij naar Duitsland gestuurd om de V2-raket te onderzoeken en Wernher von Braun en diens ingenieurs te ondervragen. In 1949 ontwierp Qian een raket met vleugels, die als voorloper van de Spaceshuttle wordt gezien.

### Gevangenschap in de VS en uitwisseling met China
Toen hij 1947 terugkeerde van een bezoek aan Shanghai waar hij getrouwd was, probeerde hij Amerikaans staatsburger te worden. Maar de FBI blokkeerde deze poging en ontnam hem de toegang tot staatsgeheimen. Tijdens deze periode van het mccarthyisme werd hij door de Amerikaanse overheid van communistische sympathieën beschuldigd, op grond van een document van de Amerikaanse communistische partij uit 1938. Qian was aanwezig geweest op een bijeenkomst die volgens de FBI mogelijk een vergadering van de communistische partij in Pasadena was. Qian ontkende. Aanvankelijk wilde hij terugkeren naar China, maar dit werd niet toegestaan door de VS. Hij werd opgesloten in Alcatraz. Van 1950 tot 1955 verbleef hij onder huisarrest. Nadat hij was vrijgelaten in ruil voor Amerikaanse piloten die tijdens de Koreaanse Oorlog gevangen waren genomen, wilde hij in de VS blijven maar werd hij in september 1955 naar China teruggestuurd. Later werd hij in de VS nog beschuldigd van spionage voor China, maar dit zou de Titan-raket betreffen, die echter pas na zijn vertrek uit de VS ontwikkeld was.

### Chinese raket en atoombom
Hij groeide daar uit tot de vader van het Chinese ruimtevaartprogramma. Qian was met name verantwoordelijk voor de Lange Mars, de eerste Chinese ballistische raket, en de eerste Chinese satelliet. Tevens ontwikkelde zijn team de Silkworm, een raket tegen schepen. Ook was hij een van de hoofdfiguren bij de ontwikkeling van de Chinese atoombom, die in 1964 met succes getest werd.

### Politiek
Hij werd een icoon van trouw aan het moederland en zijn naam werd door Mao Zedong misbruikt tijdens campagnes als de Grote Sprong Voorwaarts. Qians naam verscheen onder artikelen en documenten die de collectivisatie van de landbouw verdedigden, toen andere leiders dit rampzalige programma bekritiseerden. Dit schaadde Qians imago in de ogen van veel Chinezen.
Qians prestaties aan beide zijden werkten in het voordeel van de Verenigde Staten na het bezoek van president Richard Nixon aan China in 1972. Toen werkte China mee met de VS tegen de Sovjet-Unie.

### Overlijden
Qian overleed op 31 oktober 2009 op 98-jarige leeftijd.